# Ванесса Генке
Ванесса Генке (нім. Vanessa Henke; нар. 15 січня 1981) — колишня німецька тенісистка.
Найвищу одиночну позицію світового рейтингу — 137 місце досягла 26 вересня 2005, парну — 110 місце — 8 липня 2002 року.
Здобула 6 одиночних та 10 парних титулів туру ITF.
Найвищим досягненням на турнірах Великого шолома було 2 коло в парному розряді.
Завершила кар'єру 2013 року.

## Фінали турнірів WTA

### Парний розряд: 2 (2 поразки)
| Легенда                       |
| ----------------------------- |
| Турніри Великого шолома (0–0) |
| Premier M & Premier 5 (0–0)   |
| Premier (0–0)                 |
| International (0–2)           |

| Результат | Ранг | Дата           | Турнір                        | Покриття | Партнерка       | Суперниці                      | Рахунок               |
| --------- | ---- | -------------- | ----------------------------- | -------- | --------------- | ------------------------------ | --------------------- |
| Поразка   | 1.   | 21 травня 2000 | Gastein Ladies                | Ґрунт    | Ленка Немечкова | Паола Суарес Патрісія Тарабіні | 4–6, 2–6              |
| Поразка   | 2.   | 5 липня 2008   | Budapest Grand Prix, Угорщина | Ґрунт    | Ралука Олару    | Алізе Корне Жанетта Гусарова   | 7–6(7–5), 1–6, [6–10] |

## Фінали ITF
| Легенда          |
| ---------------- |
| турніри $100,000 |
| турніри $75,000  |
| турніри $50,000  |
| турніри $25,000  |
| турніри $10,000  |

### Одиночний розряд: 8 (6–2)
| Результат | Ранг | Дата            | Турнір                              | Покриття  | Суперниця        | Рахунок       |
| --------- | ---- | --------------- | ----------------------------------- | --------- | ---------------- | ------------- |
| Перемога  | 1.   | 1 березня 1999  | ITF Бухен, Німеччина                | Килим (i) | Анжеліка Бахманн | 2–6, 6–4, 6–2 |
| Перемога  | 2.   | 17 травня 1999  | ITF Зальцбург, Австрія              | Ґрунт     | Ніколь Ремі      | 6–7, 6–4, 6–4 |
| Поразка   | 3.   | 17 липня 2000   | ITF Пухгайм, Німеччина              | Ґрунт     | Алена Вашкова    | 1–6, 1–6      |
| Перемога  | 4.   | 19 березня 2001 | ITF Шоле, Франція                   | Ґрунт     | Софі Ерр         | 6–7, 6–3, 6–3 |
| Перемога  | 5.   | 14 березня 2004 | ITF Ам'єн, Франція                  | Ґрунт     | Віржіні Раззано  | 7–6(7), 6–4   |
| Перемога  | 6.   | 28 червня 2005  | ITF Штутгарт, Німеччина             | Ґрунт     | Кіра Надь        | 6–2, 0–6, 6–4 |
| Перемога  | 7.   | 4 липня 2005    | ITF Дармштадт, Німеччина            | Ґрунт     | Ева Фіслова      | 6–7(4), 1–6   |
| Поразка   | 8.   | 25 квітня 2011  | ITF Целль-на-Гармерсбасі, Німеччина | Ґрунт     | Каріна Віттгефт  | 6–4, 3–6, 4–6 |

### Парний розряд: 19 (10–9)
| Результат | Ранг | Дата              | Турнір                       | Покриття   | Партнерка           | Суперниці                                      | Рахунок          |
| --------- | ---- | ----------------- | ---------------------------- | ---------- | ------------------- | ---------------------------------------------- | ---------------- |
| Поразка   | 1.   | 28 березня 1999   | ITF Петруполі, Греція        | Ґрунт      | Адрієнн Хегюдюш     | Йоланда Менс Андреа ван ден Гурк               | 4–6, 3–6         |
| Перемога  | 2.   | 9 квітня 2000     | ITF Дінан, Франція           | Ґрунт      | Зіна Шрайбер        | Патті ван Аккер Стефані Форец                  | 6–7, 6–4, 6–2    |
| Поразка   | 3.   | 15 квітня 2001    | ITF Дінан, Франція           | Ґрунт      | Зіна Шмідле         | Елені Даніліду Кароліна Шнайдер                | 3–6, 6–7         |
| Перемога  | 4.   | 22 квітня 2001    | ITF Желос, Франція           | Ґрунт      | Зіна Шмідле         | Ева Бес Лурдес Домінгес Ліно                   | 6–2, 6–3         |
| Поразка   | 5.   | 14 жовтня 2001    | ITF Кардіфф, Велика Британія | Тверде (i) | Анжеліка Бахманн    | Наталія Єгорова Катерина Сисоєва               | 4–6, 6–1, 2–6    |
| Поразка   | 6.   | 16 червня 2002    | ITF Марсель, Франція         | Ґрунт      | Сандра Клезель      | Лурдес Домінгес Ліно Кончіта Мартінес Гранадос | 5–7, 6–4, 0–6    |
| Перемога  | 7.   | 2 лютого 2003     | ITF Ортізеї, Італія          | Килим (i)  | Клодін Шоль         | Ольга Виметалкова Габріела Хмелінова           | 6–1, 6–2         |
| Поразка   | 8.   | 29 червня 2003    | ITF Бостад, Швеція           | Ґрунт      | Ленка Немечкова     | Яна Главачкова Домініка Лузарова               | 5–7, 2–6         |
| Перемога  | 9.   | 22 червня 2004    | ITF Бостад, Швеція           | Ґрунт      | Зузана Гейдова      | Мірейлл Діттманн Ганна Ноні                    | 2–6, 6–2, 6–3    |
| Перемога  | 10.  | 4 липня 2004      | ITF Штутгарт, Німеччина      | Ґрунт      | Анаушка ван Ексел   | Марія Коритцева Дарія Юрак                     | 6–4, 7–5         |
| Перемога  | 11.  | 11 липня 2004     | ITF Дармштадт, Німеччина     | Ґрунт      | Мартіна Мюллер      | Катарина Мишич Драгана Зарич                   | 6–1, 7–5         |
| Поразка   | 12.  | 21 листопада 2004 | ITF Довіль, Франція          | Ґрунт      | Квета Пешке         | Віраг Немет Ципора Обзилер                     | 4–6, 1–6         |
| Перемога  | 13.  | 3 липня 2005      | ITF Штутгарт, Німеччина      | Ґрунт      | Юлія Бейгельзимер   | Крістіна Барруа Катрін Верле-Шеллер            | 7–6(7), 6–1      |
| Перемога  | 14.  | 4 липня 2005      | ITF Дармштадт, Німеччина     | Ґрунт      | Лаура Зігемунд      | Василіса Бардіна Ярослава Шведова              | 6–4, 6–2         |
| Поразка   | 15.  | 8 жовтня 2006     | ITF Барселона, Іспанія       | Ґрунт      | Едіна Галловіц-Халл | Клаудія Янс-Ігначик Аліція Росольська          | 1–6, 2–6         |
| Поразка   | 16.  | 22 квітня 2007    | ITF Дотан, США               | Ґрунт      | Анжеліка Бахманн    | Латіша Чжань Чжуан Цзяжун                      | 2–6, 3–6         |
| Поразка   | 17.  | 1 липня 2007      | ITF Падуя, Італія            | Ґрунт      | Андреа Петкович     | Марет Ані Марина Еракович                      | 4–6, 4–6         |
| Перемога  | 18.  | 26 січня 2009     | ITF Лагуна-Нігел, США        | Тверде     | Дарія Юрак          | Меган Мултон-Леві Лаура Зігемунд               | 4–6, 6–3, [10–8] |
| Перемога  | 19.  | 13 червня 2011    | ITF Кельн, Німеччина         | Ґрунт      | Анна Цая            | Каролін Даніелс Крістіна Шаховец               | 1–6, 6–3, 6–4    |